# Estigmene florescens
Estigmene florescens är en fjärilsart som beskrevs av Moore 1879. Estigmene florescens ingår i släktet Estigmene och familjen björnspinnare. Inga underarter finns listade i Catalogue of Life.